# Nhóm ngôn ngữ Tây Rôman

Nhóm ngôn ngữ Rôman (đơn giản hóa)

Nhóm ngôn ngữ Tây Rôman là một trong hai phân nhánh của nhóm ngôn ngữ Rôman được đề xuất dựa trên tuyến La Spezia-Rimini. Chúng bao gồm các nhánh Gaul-Rôman và Iberia-Rôman cũng như Bắc Ý. Việc phân chia chủ yếu dựa trên việc sử dụng "s" cho số nhiều, sự suy yếu của một số phụ âm và cách phát âm của "C mềm" như /t͡s/ (thường là sau /s/) thay vì /t͡ʃ/ như trong tiếng Ý và tiếng Rumani, nhưng điều đó làm cho việc phân loại trở nên có vấn đề lớn bởi vì có sự tương đồng từ vựng cao hơn nhiều giữa tất cả các phương ngữ của tiếng Ý và tiếng Pháp so với giữa tiếng Pháp và tiếng Tây Ban Nha. Ngoài ra còn có sự tương đồng về hình thái, chính tả và ngữ âm cao hơn nhiều giữa các phương ngữ Tây Ban Nha và Ý so với giữa tiếng Ý và tiếng Pháp.
Dựa trên sự thông hiểu lẫn nhau, Dalby "đếm được" hàng tá ngôn ngữ: Bồ Đào Nha, Tây Ban Nha, Asturia-Leon, Aragon, Catalonia, Galicia, Gascon, Provençal, Gallo-Wallon, tiếng Pháp, Franco-Provençal, Romansh và Ladin. Tuy nhiên, tiêu chí phân loại này là có vấn đề, do mức độ thông hiểu lẫn nhau giữa các ngôn ngữ Ý-Rôman và Iberia cao hơn nhiều so với giữa các ngôn ngữ Gaul-Rôman.
Một số phân loại bao gồm cả nhóm Ý-Dalmatia; tạo thành ngữ chi thường được gọi là nhóm Ý-Tây. Các phân loại khác đặt Ý-Dalmatia vào nhóm Đông Rôman.
Tiếng Sardegna không phù hợp để đưa vào cả Tây Rôman lẫn Đông Rôman, và có thể đã tách ra trước cả hai nhóm này.
Ngày nay, bốn ngôn ngữ Tây Rôman chuẩn hóa được sử dụng rộng rãi nhất là tiếng Tây Ban Nha (khoảng 410 triệu người bản ngữ, khoảng 125 triệu người nói ngôn ngữ thứ hai), tiếng Bồ Đào Nha (khoảng 220 triệu người bản ngữ, 45 triệu người nói ngôn ngữ thứ hai, chủ yếu ở Cộng đồng Bồ Đào Nha ngữ ở châu Phi), tiếng Pháp (khoảng 80 triệu người bản ngữ, 70 triệu người nói ngôn ngữ thứ hai, chủ yếu ở Cộng đồng Pháp ngữ châu Phi) và tiếng Catalunya (khoảng 7,2 triệu người bản địa). Nhiều ngôn ngữ trong số này có lượng lớn người không nói như tiếng mẹ đẻ; đây là trường hợp đặc biệt đối với tiếng Pháp, được sử dụng rộng rãi trên khắp Tây Phi như là một lingua franca.

## Nhóm ngôn ngữ Gaul-Rôman
- Tiếng Pháp: Chúng bao gồm tiếng Pháp chuẩn, tiếng Picard, tiếng Wallon, tiếng Lorrain và tiếng Norman.[4]
- Tiếng Arpitan, còn được gọi là tiếng Franco-Provençal. Nó chia sẻ các đặc điểm của cả tiếng Pháp và phương ngữ Provençal của Occitan. Đôi khi được coi là một phương ngữ tiếng Pháp.
- Tiếng Occitan, hay tiếng Oc, có các phương ngữ như phương ngữ Provençal và phương ngữ Gascon-Aran.[5]

Nhóm Gaul-Rôman còn có thể bao gồm:
- Tiếng Catalunya có các dạng chuẩn của tiếng Catalunya và tiếng Valencia. Có thể được phân loại là Đông Iberia.
- Nhóm ngôn ngữ Rhaetia-Rôman. Chúng bao gồm tiếng Romansh của Thụy Sĩ, tiếng Ladin của khu vực Dolomite, tiếng Friuli của Friuli. Nhóm ngôn ngữ Rhaetia-Rôman có thể được phân loại vào nhóm Gaul-Rôman hoặc là một nhánh độc lập trong nhóm ngôn ngữ Tây Rôman.
- Nhóm ngôn ngữ Gaul-Ý: Chúng bao gồm tiếng Piemonte, tiếng Liguria, tiếng Lombard, tiếng Emilia-Romagna, Gaul-Ý tại Sicily và Gaul-Ý tại Basilicata. Nhóm ngôn ngữ Gaul-Ý có thể được phân loại vào nhóm Gaul-Rôman.

Nhóm ngôn ngữ Oïl, tiếng Arpitan và nhóm Rhaetia-Rôman đôi khi tạo thành nhóm được gọi là nhóm Gaul-Rhaetia, nhưng rất khó để loại trừ nhóm Gaul-Ý khỏi nhóm này, theo một số nhà ngôn ngữ học chúng tạo thành một sự thống nhất đặc biệt của nhóm Rhaetia-Rôman.

## Nhóm ngôn ngữ Iberia-Rôman
Ngôn ngữ Rôman Iberia ở bán đảo Iberia bao gồm:
- Nhóm ngôn ngữ Tây Iberia: 
  - Nhóm ngôn ngữ Castilla: bao gồm tiếng Tây Ban Nha và tiếng Judaeo-Tây Ban Nha.
  - Nhóm ngôn ngữ Galicia-Bồ Đào Nha: bao gồm tiếng Bồ Đào Nha, tiếng Galicia, tiếng Fala và tiếng Bồ Đào Nha Uruguay.
  - Nhóm ngôn ngữ Astur-Leon: từ đông sang tây, chúng gồm tiếng Cantabria, tiếng Asturias và tiếng León đích thực. Đi từ Bắc xuống Nam, chúng gồm tiếng León, tiếng Miranda, tiếng Extremadura và Barranquenho.
- Nhóm ngôn ngữ Mozarabi-Pyrenea: bao gồm tiếng Aragon và tiếng Mozarabic đã biến mất. Có thể được phân loại vào nhóm Tây Iberia.
- Ngôn ngữ Đông Iberia hoặc tiếng Catalunya: thường được phân loại là một phần của nhóm Occitan-Rôman.